# ФК «Вест Хэм Юнайтед» в сезоне 2022/2023
Сезон 2022–2023 годов стал 128-м сезоном в истории «Вест Хэм Юнайтед» и 11-м сезоном подряд для клуба в высшем дивизионе английского футбола. Помимо внутренней лиги, они также приняли участие в розыгрышах Кубка Англии этого сезона, Кубок Английской футбольной лиги и Лига конференций Европы УЕФА.
Сезон стал первым с 2003–04 без Марка Нобла, который ушел из спорта после кампании 2021–2022. Вице-капитан Деклан Райс сменил Нобла на посту капитана клуба. Нобл вернулся в «Вест Хэм» в качестве спортивного директора 2 января 2023 года.
18 мая 2023 года «Вест Хэм» стал первой английской командой, вышедшей в финал Лиги конференций, где 7 июня они победили итальянский клуб «Фиорентина» со счетом 2:1. Клуб завоевал трофей без потерь. Это был первый трофей «Вест Хэма» с 1980 и их первый европейский титул с 1965.